# Luc Giard
 (octobre 2012).
Si vous disposez d'ouvrages ou d'articles de référence ou si vous connaissez des sites web de qualité traitant du thème abordé ici, merci de compléter l'article en donnant les références utiles à sa vérifiabilité et en les liant à la section « Notes et références ».
Luc Giard, né en 1956 à Saint-Hyacinthe, Canada (Québec), est un sculpteur, peintre et bédéiste montréalais.

## Biographie
Luc Giard est le second d’une famille de 3 garçons et d'une fille. Il passe son enfance à Saint-Hyacinthe et déménage, avec ses parents, à Montréal en 1959. Il est très proche de son frère cadet, Marc.
En 1997, c’est lui qui donne l’allure graphique au mensuel satirique Le Couac. 

### Parcours artistique
De 1974 à 1976, il étudie en art plastique au collège montréalais, Jean-de-Brébeuf. De sa rencontre avec le père Marcel Lapointe, il développe notamment la gravure sur bois. En 1976, Luc Giard entre au département des arts plastiques de l’Université Concordia où il s’intéresse à la gravure par eau-forte ainsi que la sculpture sur acier, bois et plâtre.
Dans son atelier, il approfondit la sculpture de 1978 à 1980, son travail est influencé par Joel Shapiro. De 1980 à 1981, il profite de son passage au Musée des beaux-arts de Montréal, comme recherchiste pour mettre en place la section d’art contemporain de la librairie du musée. Durant la même période, influencé par les travaux de Frank Stella, Giard quitte son atelier et s’éloigne du minimalisme pour s’intéresser à l’expressionnisme tridimensionnel. Luc Giard s’applique ensuite à réunir ses deux précédentes influences avec la création de sculptures sur carton.
À compter de 1984, il se détourne de la sculpture pour s’intéresser au monde de la bande dessinée. Il crée son premier personnage, qu’il nomme Tony. En 1987, Luc Giard fonde les éditions Ticoune pour publier des fanzines relatant les aventures d’un Tintin québécois s’exprimant essentiellement en joual. En 1989, il publie Tintin et son ti-gars aux éditions du Phylactère.

#### Tintin et Ticoune
En 1989, sous la menace d’une mise en demeure du distributeur d’Hergé au Québec, les éditions du Phylactère décident de retirer du marché les albums, Kesskiss passe Milou ? et Tintin et son ti-gars.
La presse de l’époque couvrira cet épisode de façon partiale et approximative. Il est à noter que Luc Giard sera par la suite publié en Europe par des spécialistes de l’œuvre d’Hergé.

#### Mécanique générale
À l’invitation de Jimmy Beaulieu et Sébastien Trahan, Luc Giard rejoint Mécanique générale, collectif d’auteurs (avec Benoît Joly, Philippe Girard et Éric Asselin) puis collection de la maison d’édition Les 400 coups, où sont publiés Les aventures de Monsieur Luc Giard (2003), Le pont du Havre et Donut Death (2005). Ces récits sont construits par Beaulieu et Trahan par assemblage des dessins non séquentiels de Giard.

#### Konoshiko
De 1994 à 2004, Luc Giard produit plus de 1 000 dessins à l’accent asiatique, sous l’influence des travaux d'Utagawa Hiroshige. Il en ressort la création d’un nouveau personnage, qu’il nomme Konoshiko. Six années plus tard, les dessins de Konoshiko sont remarqués par Jean-Marie Apostolidès qui prend l’initiative de développer une histoire[réf. nécessaire] afin que le personnage prenne vie dans un album qui paraît à l’automne 2012, sous la tutelle de Benoît Peeters, aux éditions des Impressions Nouvelles.
Parallèlement, Giard continue de peindre et de développer des techniques personnelles, comme la cire grattée ainsi que des collages-agrafages qu’il nomme « brochages ».

## Publications
- Broché ou être broché ou Les petits chats noirs rôdent la nuit au St-Mary’s, Colosse, 2015
- Les robots aussi croient à l’amour fou, Les Impressions Nouvelles, 2012
- Luc Giard et ses fantômes, Colosse, 2012
- Konoshiko, Les Impressions Nouvelles, 2012
- Le pont du Havre, Mécanique générale, 2005
- A Village Under My Pillow, Drawn and Quarterly, 2005
- Les nouvelles aventures de Ticoune ze Whiz Tornado: Donut Death, Mécanique générale, 2005
- Ticoune ze Whiz Tornado 07, Colosse, 2003
- Ticoune ze Whiz Tornado 06, Colosse, 2002
- Les aventures de monsieur Luc Giard, Mécanique générale, 2002
- La guerre, Colosse, 2002
- Un pull crado pour une crapule, Ticoune, 1999
- Les p'tits Tintins à Luc Giard, Jour de fête, 1997
- Portraits, Zone Convective, 1996
- Vers le pays des morts (textes de Grégoire Bouchard), Phylactère, 1991
- Ticoune ze whiz tornado no 1 à 5, Phylactère, 1989-1990
- Tintin et son ti-gars, Phylactère, 1989
- Cartoons, Phylactère, 1988
- Kesskiss passe Milou ?, Phylactère, 1988
- Ze British barbu, Ticoune, 1988
- Tintin chez Krazy Kat, Ticoune, 1988
- Tintin et sa Dinky toys, Ticoune, 1987
- La Torpado noire, Ticoune, 1987
- Batman portfolio, Ticoune, 1987
- Les malheurs de Milou, Ticoune, 1987
- Tintin et le squelette mort, Ticoune, 1987

## Galerie

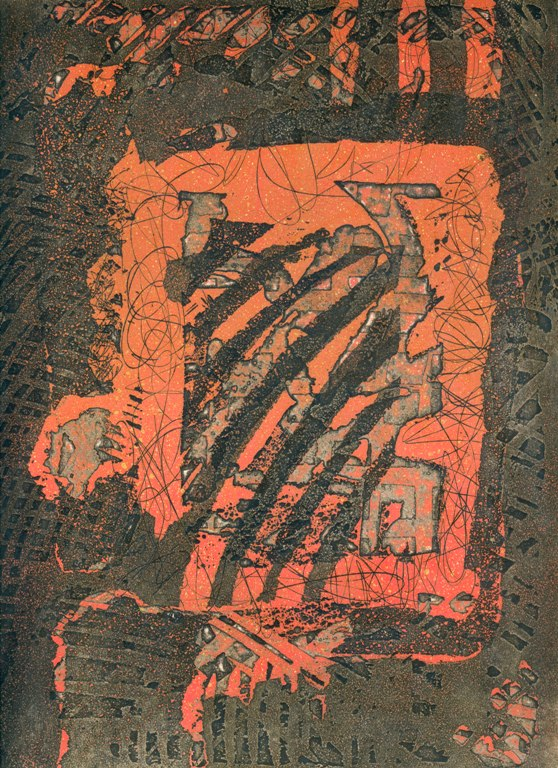
Exemple de gravure par eau forte réalisée à l'Université Concordia.
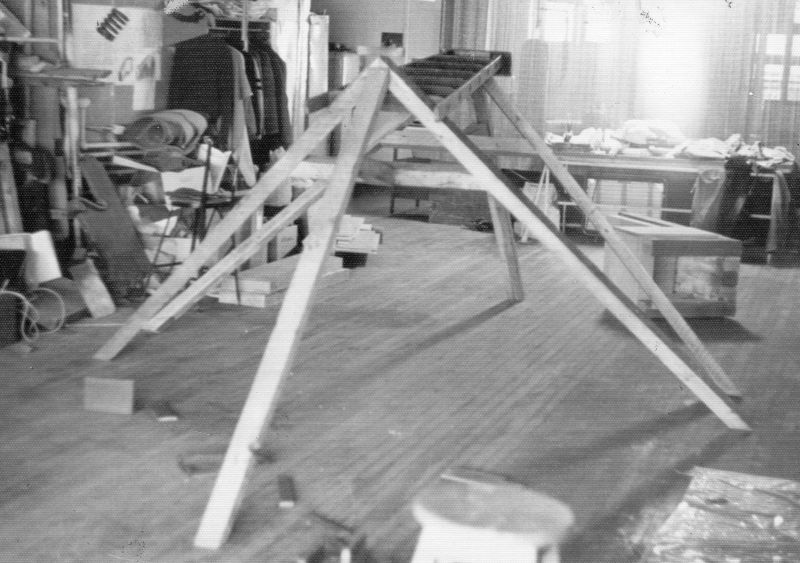
L’Échelle (Luc Giard, 1979)
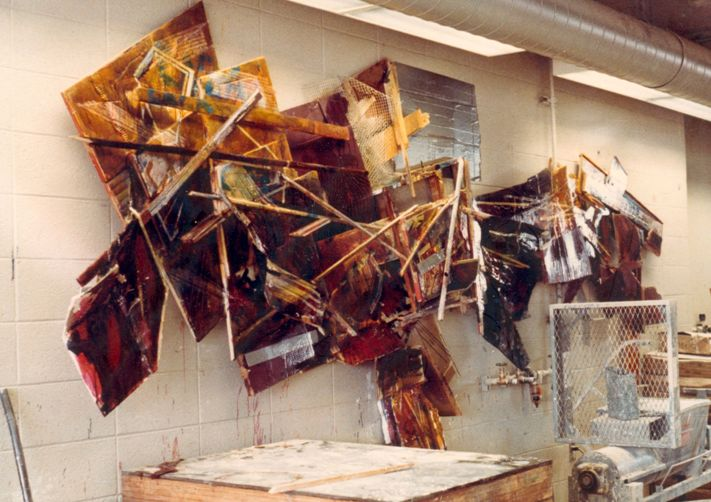
Murale (Luc Giard, 1981)
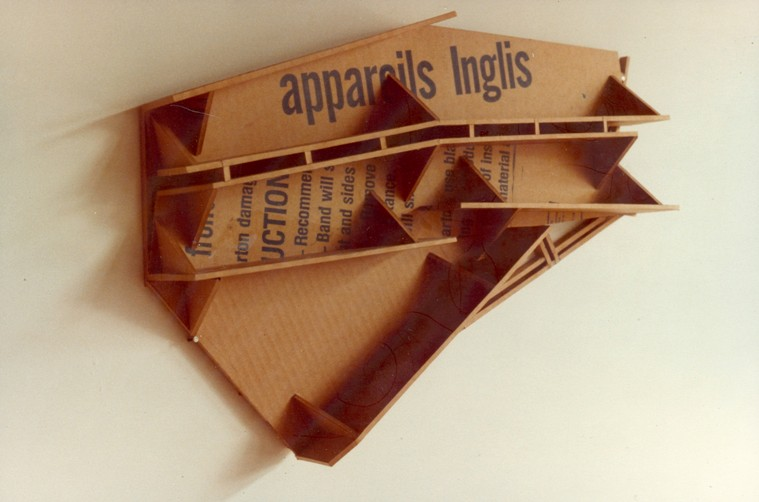
Inglis (Luc Giard, 1983)
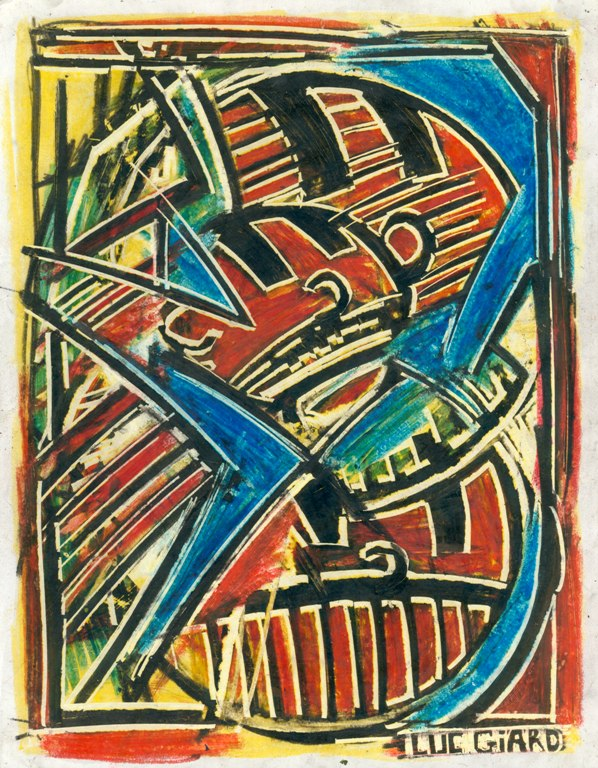
Ticoune, cire grattée (Luc Giard, 2005)
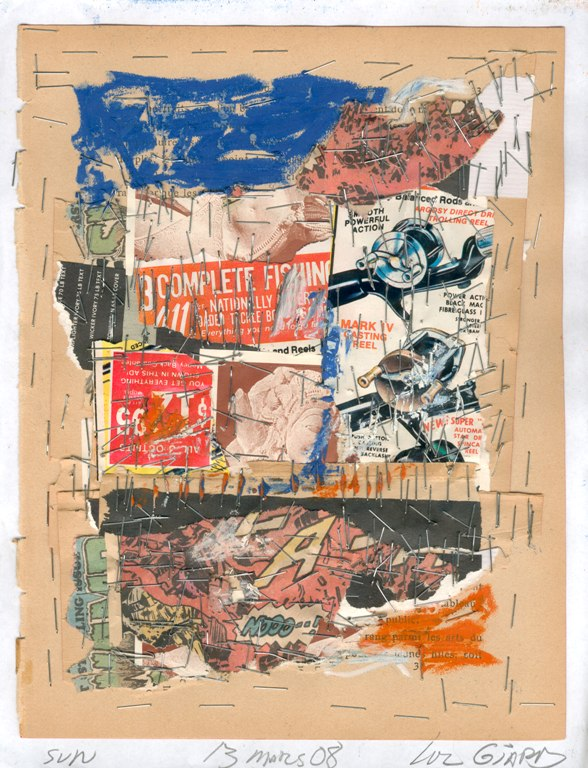
Brochage (Luc Giard, 2008)